# Gara di WTCC d'Austria 2013
La Gara di WTCC d'Austria 2013 fu il quinto round del World Touring Car Championship 2013 e la seconda edizione della gara austriaca. Si tenne il 19 maggio 2013 al Salzburgring, a Salisburgo, in Austria.
Entrambe le gare furono vinte dai piloti partiti dalla pole position, con Michel Nykjær che vinse in gara-1 con NIKA Racing e James Nash vinse gara-2, ottenendo la prima vittoria sia per sé stesso sia per il suo team, bamboo-engineering. Questa fu la prima volta nella storia del WTCC in cui entrambe le gare di un weekend vennero vinte da piloti indipendenti.
Questo evento è principalmente ricordato per l'ecatombe di penalità che ha colpito quattordici piloti, accusati dai giudici di comportamento antisportivo e danno all'immagine del WTCC: Tom Chilton uscì per primo per compiere l'ultimo giro, seguito a ruota dal compagno Yvan Muller e da tutti gli altri. Fece il giro per scaldare gli pneumatici a passo d'uomo, sperando di essere sorpassato per poter sfruttare le scie, che su questo circuito sono molto importanti. Volendo, però, anche gli altri utilizzare questo vantaggio, nessuno lo superò ma intanto il tempo sul cronometro scorse e tutti presero la bandiera a scacchi prima di poter iniziare il loro ultimo tentativo.

## Vigilia
Alla vigilia del weekend austriaco, Yvan Muller fu al comando del campionato piloti e Nash fu in testa al Trofeo Yokohama Indipendenti.
Le Honda Civic WTCC aggiunsero 10 kg di zavorra nel momento in cui venne rivisto il sistema di compensazione di peso, facendo loro raggiungere il peso massimo di 1.190 kg, uguale alle Chevrolet Cruze 1.6T. Le SEAT León WTCC guadagnarono 10 kg e salirono a 1.160 kg, mentre le BMW 320 TC tornarono al loro peso di 1.150 kg.
Special Tuning Racing decise di saltare le gare d'Austria e Russia per riparare la propria vettura che era afflitta da problemi sin dalla Gara del Marocco.
Dopo il suo incidente in Ungheria, Gabriele Tarquini ebbe il permesso della FIA per correre con un nuovo motore della Honda Civic senza una penalità.

## Resoconto

### Prove libere
Muller fu al top nella prima sessione di libere, alla guida di un trenino di Chevrolet nei primi tre posti, davanti a Chilton e ad Alex MacDowall. Robert Huff fu la SEAT più veloce, 4º, Norbert Michelisz fu 5º con la sua Honda della Zengő Motorsport mentre i piloti ufficiali della casa giapponese, Tarquini e Tiago Monteiro, furono fuori dalla top 10. Darryl O'Young non segnò un tempo nella sessione a causa di problemi al turbo sulla sua BMW 320 TC della ROAL Motorsport.
Muller fu nuovamente in testa, stavolta davanti ad Huff, nella seconda sessione, mentre Nash fu 3º e il più veloce dei piloti indipendenti. James Thompson non segnò alcun tempo e rimase l'intera sessione in pit-lane, mentre Hugo Valente si fermò in pista a cinque minuti dal termine.

### Qualifiche
Chilton comandò la prima sessione, che vide un buon numero di incidenti. Tom Coronel sfiorò Pepe Oriola, ma riuscì ad evitarlo. Oriola, poi, ebbe una collisione con il posteriore di Charles Ng con entrambi che subirono piccoli danni alla carrozzeria. Molti piloti provarono a sfruttare la scia delle altre vetture e verso la fine della sessione un gruppo di vetture comandate da Tarquini rallentarono per iniziare un giro veloce, con Coronel che fu inseguito dal gruppo di vetture lente e lui stesso sfruttò la Campos Racing di Valente. Thompson parcheggiò la sua auto all'uscita della curva 1 a causa di problemi allo sterzo. Alla fine della sessione, Marc Basseng andò lungo all'ultima curva e finì contro le barriere all'esterno prima di girarsi e arrestarsi davanti all'ingresso della pit-lane.
Tutte le dodici vetture formarono un trenino per lanciarsi nell'ultimo giro lanciato in Q2, con Chilton davanti. Chilton stava percorrendo il giro lentamente e con gli altri piloti che rimasero dietro per sfruttare la scia, nessuno accennò al sorpasso. Nessuna delle vetture riuscì ad arrivare alla linea di partenza prima che venisse esposta la bandiera a scacchi, alcune vetture entrarono ai box, mentre altri proseguirono. Coronel continuò e perse il posteriore della sua BMW in una delle curve più veloci e finì contro il muro di gomme. Alla fine della sessione, davanti a tutti ci furono le due RML di Muller e Chilton. Huff fu 3º e MacDowall, 4º, fu il primo degli indipendenti. Nash, 10º, guadagnò la pole position per gara-2.
Dopo la sessione, quattordici piloti furono convocati dai commissari. Tutti i piloti che presero parte alla Q2 tranne Nykjær e più O'Young, Valente e Mikhail Kozlovskiy furono richiamati. Dodici piloti furono giudicati colpevoli di comportamento antisportivo. Tarquini perse dodici posizioni, Oriola otto, Coronel cinque. Muller, Chilton, Michelisz e Monteiro ne persero dodici, Huff dieci, MacDowall otto, mentre Stefano D'Aste, O'Young e Valente cinque. Il General Manager del WTCC, Marcello Lotti, commentò questo fatto durante il warm-up la mattina seguente e confermò che le penalità sarebbero state applicate solo per gara-1.
Dopo le qualifiche le Honda non passarono le verifiche a causa di alettoni posteriori irregolari, quindi Tarquini, Monteiro e Michelisz furono relegati in fondo alla griglia per gara-1.

### Warm-Up
Thompson fu il più veloce nel warm-up della domenica mattina. D'Aste concluse la sua sessione nella ghiaia. Nash subì una foratura e Kozlovskiy si girò, ma la sua vettura non subì alcun danno e continuò la sessione.

### Gara-1
Nykjær si involò dalla pole position alla partenza lanciata, con Nash che combatté con lui per il primo posto. Nykjær, Nash e Bennani scapparono dal resto del gruppo, con Kozlovskiy che partì 4º e iniziò a scivolare indietro, venendo presto passato dal compagno Thompson. Fredy Barth tenne il 5º posto, riuscendo a difendersi da diversi tentativi di sorpasso da parte di MacDowall. Barth fu passato e poi riguadagnò la posizione per due volte, prima alla fine del rettilineo posteriore, poi alla prima chicane. Un altro tentativo di sorpasso di MacDowall al rettilineo posteriore permise a Muller di sorpassare entrambi. Muller si trovò dietro ai leader e alla fine prese Bennani che fu retrocesso al 4º posto. Il compagno di Muller, Chilton, stava battagliando per il 7º posto con Huff, Thompson e Coronel e arrivò davanti a questo gruppetto. Ci fu un finale in battaglia tra le Liqui Moly Team Engstler negli ultimi giri, quando Ng provò ad attaccarsi al posteriore di Engstler per sfruttarne la scia, ma entrò in contatto col tedesco facendolo girare e poi scontrare con O'Young. Il terzo settore fu sotto bandiere gialle per gli ultimi giri, riducendo le opportunità di sorpasso per i leader, che correvano molto vicini l'un l'altro. All'ultimo giro, Muller riuscì ad arrivare paraurti a paraurti con i primi due, ma non ebbe la possibilità di tentare un sorpasso, così Nykjær vinse davanti a Nash e allo stesso Muller. Thompson concluse 9º dietro a Chilton e Huff, assicurandosi il secondo arrivo a punti dell'anno. Coronel rimontò dal 19º al 10º posto

### Gara-2
Nash fu in pole position ma fu sorpassato da Michelisz prima della curva 1, però riacciuffò la prima posizione prima della fine del giro. Chilton si ritirò rientrando ai box dopo un incidente alla prima chicane. MacDowall e Thompson entrarono in contatto e uscirono nella via di fuga, riuscendo comunque a proseguire. Nash fu al comando davanti a Michelisz e Monteiro, ma Muller, che era partito 10º, era vicino alle Honda. Il suo primo tentativo di passare Monteiro non ebbe successo, ma, grazie alla maggiore velocità di punta della Chevrolet, il pilota RML fu in grado di sorpassare il portoghese al rettilineo posteriore al giro successivo. Tarquini, 8º, si difese strenuamente da Huff, che non riuscì a passare l'italiano della Honda. Monteiro, 4º, stava difendendo la sua posizione da Nykjær negli ultimi giri, mentre al penultimo giro Muller passò Michelisz; non riuscì, però, a prendere Nash, che ottenne la sua prima vittoria in assoluto in WTCC e la prima per la bamboo-engineering.

## Risultati

### Qualifiche
| Pos.                 | Nº | Pilota             | Team                                 | Vettura              | Cat. | Q1           | Q2        | Punti |
| -------------------- | -- | ------------------ | ------------------------------------ | -------------------- | ---- | ------------ | --------- | ----- |
| 1                    | 12 | Yvan Muller        | RML                                  | Chevrolet Cruze 1.6T |      | 1:26.981     | 1:25.756  | 5     |
| 2                    | 23 | Tom Chilton        | RML                                  | Chevrolet Cruze 1.6T |      | 1:26.570     | 1:25.961  | 4     |
| 3                    | 1  | Robert Huff        | ALL-INKL.COM Münnich Motorsport      | SEAT León WTCC       |      | 1:27.128     | 1:26.554  | 3     |
| 4                    | 9  | Alex MacDowall     | bamboo-engineering                   | Chevrolet Cruze 1.6T | Y    | 1:26.950     | 1:26.560  | 2     |
| 5                    | 17 | Michel Nykjær      | NIKA Racing                          | Chevrolet Cruze 1.6T | Y    | 1:27.018     | 1:26.654  | 1     |
| 6                    | 3  | Gabriele Tarquini  | Castrol Honda World Touring Car Team | Honda Civic WTCC     |      | 1:27.308     | 1:26.701  |       |
| 7                    | 18 | Tiago Monteiro     | Castrol Honda World Touring Car Team | Honda Civic WTCC     |      | 1:27.068     | 1:26.746  |       |
| 8                    | 74 | Pepe Oriola        | Tuenti Racing Team                   | SEAT León WTCC       |      | 1:27.203     | 1:26.887  |       |
| 9                    | 5  | Norbert Michelisz  | Zengő Motorsport                     | Honda Civic WTCC     |      | 1:27.084     | 1:26.902  |       |
| 10                   | 14 | James Nash         | bamboo-engineering                   | Chevrolet Cruze 1.6T | Y    | 1:27.093     | 1:26.938  |       |
| 11                   | 26 | Stefano D'Aste     | PB Racing                            | BMW 320 TC           | Y    | 1:27.319     | 1:27.432  |       |
| 12                   | 15 | Tom Coronel        | ROAL Motorsport                      | BMW 320 TC           |      | 1:27.148     | 10:04.657 |       |
| 13                   | 25 | Mehdi Bennani      | Proteam Racing                       | BMW 320 TC           | Y    | 1:27.323     |           |       |
| 14                   | 8  | Mikhail Kozlovskiy | Lukoil Lada Sport                    | Lada Granta WTCC     |      | 1:27.415     |           |       |
| 15                   | 73 | Fredy Barth        | Wiechers-Sport                       | BMW 320 TC           | Y    | 1:27.564     |           |       |
| 16                   | 6  | Franz Engstler     | Liqui Moly Team Engstler             | BMW 320 TC           | Y    | 1:27.647     |           |       |
| 17                   | 38 | Marc Basseng       | ALL-INKL.COM Münnich Motorsport      | SEAT León WTCC       |      | 1:27.860     |           |       |
| 18                   | 55 | Darryl O'Young     | ROAL Motorsport                      | BMW 320 TC           | Y    | 1:28.017     |           |       |
| 19                   | 10 | James Thompson     | Lukoil Lada Sport                    | Lada Granta WTCC     |      | 1:28.021     |           |       |
| 20                   | 7  | Charles Ng         | Liqui Moly Team Engstler             | BMW 320 TC           | Y    | 1:28.575     |           |       |
| 21                   | 37 | René Münnich       | ALL-INKL.COM Münnich Motorsport      | SEAT León WTCC       | Y    | 1:28.932     |           |       |
| 22                   | 19 | Fernando Monje     | Campos Racing                        | SEAT León WTCC       | Y    | 1:29.454     |           |       |
| Tempo 107%: 1:32.629 |    |                    |                                      |                      |      |              |           |       |
| –                    | 20 | Hugo Valente       | Campos Racing                        | SEAT León WTCC       | Y    | Nessun tempo |           |       |

- Il pilota in grassetto indica il pilota in Pole position in gara-2.

### Gara-1
| Pos. | Nº | Pilota             | Team                                 | Vettura              | Cat. | Giri | Tempo/Ritirato | Griglia | Punti |
| ---- | -- | ------------------ | ------------------------------------ | -------------------- | ---- | ---- | -------------- | ------- | ----- |
| 1    | 17 | Michel Nykjær      | NIKA Racing                          | Chevrolet Cruze 1.6T | Y    | 12   | 17:41.335      | 1       | 25    |
| 2    | 14 | James Nash         | bamboo-engineering                   | Chevrolet Cruze 1.6T | Y    | 12   | +0.298         | 2       | 18    |
| 3    | 12 | Yvan Muller        | RML                                  | Chevrolet Cruze 1.6T |      | 12   | +0.645         | 13      | 15    |
| 4    | 25 | Mehdi Bennani      | Proteam Racing                       | BMW 320 TC           | Y    | 12   | +1.586         | 3       | 12    |
| 5    | 9  | Alex MacDowall     | bamboo-engineering                   | Chevrolet Cruze 1.6T | Y    | 12   | +4.374         | 12      | 10    |
| 6    | 73 | Fredy Barth        | Wiechers-Sport                       | BMW 320 TC           | Y    | 12   | +5.121         | 5       | 8     |
| 7    | 23 | Tom Chilton        | RML                                  | Chevrolet Cruze 1.6T |      | 12   | +7.114         | 15      | 6     |
| 8    | 1  | Robert Huff        | ALL-INKL.COM Münnich Motorsport      | SEAT León WTCC       |      | 12   | +11.711        | 14      | 4     |
| 9    | 10 | James Thompson     | Lukoil Lada Sport                    | Lada Granta WTCC     |      | 12   | +15.758        | 8       | 2     |
| 10   | 15 | Tom Coronel        | ROAL Motorsport                      | BMW 320 TC           |      | 12   | +15.812        | 19      | 1     |
| 11   | 74 | Pepe Oriola        | Tuenti Racing Team                   | SEAT León WTCC       |      | 12   | +16.000        | 18      |       |
| 12   | 3  | Gabriele Tarquini  | Castrol Honda World Touring Car Team | Honda Civic WTCC     |      | 12   | +18.388        | 21      |       |
| 13   | 18 | Tiago Monteiro     | Castrol Honda World Touring Car Team | Honda Civic WTCC     |      | 12   | +19.097        | 22      |       |
| 14   | 5  | Norbert Michelisz  | Zengő Motorsport                     | Honda Civic WTCC     |      | 12   | +19.604        | 23      |       |
| 15   | 26 | Stefano D'Aste     | PB Racing                            | BMW 320 TC           | Y    | 12   | +20.117        | 16      |       |
| 16   | 8  | Mikhail Kozlovskiy | Lukoil Lada Sport                    | Lada Granta WTCC     |      | 12   | +23.511        | 4       |       |
| 17   | 37 | René Münnich       | ALL-INKL.COM Münnich Motorsport      | SEAT León WTCC       | Y    | 12   | +27.793        | 10      |       |
| 18   | 7  | Charles Ng         | Liqui Moly Team Engstler             | BMW 320 TC           | Y    | 12   | +32.141        | 9       |       |
| 19   | 6  | Franz Engstler     | Liqui Moly Team Engstler             | BMW 320 TC           | Y    | 9    | +3 giri        | 6       |       |
| 20   | 55 | Darryl O'Young     | ROAL Motorsport                      | BMW 320 TC           | Y    | 9    | +3 giri        | 17      |       |
| Rit  | 20 | Hugo Valente       | Campos Racing                        | SEAT León WTCC       | Y    | 8    | Incidente      | 20      |       |
| Rit  | 38 | Marc Basseng       | ALL-INKL.COM Münnich Motorsport      | SEAT León WTCC       |      | 8    | Incidente      | 7       |       |
| Rit  | 19 | Fernando Monje     | Campos Racing                        | SEAT León WTCC       | Y    | 3    | Radiatore      | 11      |       |

- Il pilota in  grassetto indica l'autore del giro più veloce.

### Gara-2
| Pos. | Nº | Pilota             | Team                                 | Vettura              | Cat. | Giri | Tempo/Ritirato | Griglia | Punti |
| ---- | -- | ------------------ | ------------------------------------ | -------------------- | ---- | ---- | -------------- | ------- | ----- |
| 1    | 14 | James Nash         | bamboo-engineering                   | Chevrolet Cruze 1.6T | Y    | 12   | 17:36.853      | 1       | 25    |
| 2    | 12 | Yvan Muller        | RML                                  | Chevrolet Cruze 1.6T |      | 12   | +1.438         | 10      | 18    |
| 3    | 5  | Norbert Michelisz  | Zengő Motorsport                     | Honda Civic WTCC     |      | 12   | +1.818         | 2       | 15    |
| 4    | 18 | Tiago Monteiro     | Castrol Honda World Touring Car Team | Honda Civic WTCC     |      | 12   | +3.483         | 4       | 12    |
| 5    | 17 | Michel Nykjær      | NIKA Racing                          | Chevrolet Cruze 1.6T | Y    | 12   | +4.064         | 6       | 10    |
| 6    | 9  | Alex MacDowall     | bamboo-engineering                   | Chevrolet Cruze 1.6T | Y    | 12   | +4.574         | 7       | 8     |
| 7    | 74 | Pepe Oriola        | Tuenti Racing Team                   | SEAT León WTCC       |      | 12   | +7.898         | 3       | 6     |
| 8    | 3  | Gabriele Tarquini  | Castrol Honda World Touring Car Team | Honda Civic WTCC     |      | 12   | +9.025         | 5       | 4     |
| 9    | 1  | Robert Huff        | ALL-INKL.COM Münnich Motorsport      | SEAT León WTCC       |      | 12   | +9.483         | 8       | 2     |
| 10   | 15 | Tom Coronel        | ROAL Motorsport                      | BMW 320 TC           |      | 12   | +9.859         | 12      | 1     |
| 11   | 38 | Marc Basseng       | ALL-INKL.COM Münnich Motorsport      | SEAT León WTCC       |      | 12   | +13.627        | 16      |       |
| 12   | 10 | James Thompson     | Lukoil Lada Sport                    | Lada Granta WTCC     |      | 12   | +14.145        | 17      |       |
| 13   | 73 | Fredy Barth        | Wiechers-Sport                       | BMW 320 TC           | Y    | 12   | +14.556        | 15      |       |
| 14   | 6  | Franz Engstler     | Liqui Moly Team Engstler             | BMW 320 TC           | Y    | 12   | +14.857        | 19      |       |
| 15   | 8  | Mikhail Kozlovskiy | Lukoil Lada Sport                    | Lada Granta WTCC     |      | 12   | +15.155        | 14      |       |
| 16   | 25 | Mehdi Bennani      | Proteam Racing                       | BMW 320 TC           | Y    | 12   | +16.223        | 13      |       |
| 17   | 19 | Fernando Monje     | Campos Racing                        | SEAT León WTCC       | Y    | 12   | +27.497        | 22      |       |
| 18   | 37 | René Münnich       | ALL-INKL.COM Münnich Motorsport      | SEAT León WTCC       | Y    | 12   | +41.749        | 18      |       |
| 19   | 7  | Charles Ng         | Liqui Moly Team Engstler             | BMW 320 TC           | Y    | 12   | +46.282        | 21      |       |
| NC   | 23 | Tom Chilton        | RML                                  | Chevrolet Cruze 1.6T |      | 6    | +6 giri        | 9       |       |
| NP   | 26 | Stefano D'Aste     | PB Racing                            | BMW 320 TC           | Y    | 0    | Non partito    | 11      |       |
| NP   | 55 | Darryl O'Young     | ROAL Motorsport                      | BMW 320 TC           | Y    | 0    | Non partito    | 20      |       |
| NP   | 20 | Hugo Valente       | Campos Racing                        | SEAT León WTCC       | Y    | 0    | Non partito    | 23      |       |

- Il pilota in grassetto indica l'autore del giro più veloce.

## Classifiche dopo l'evento
Campionato piloti
|   | Pos. | Pilota            | Punti |
| - | ---- | ----------------- | ----- |
|   | 1    | Yvan Muller       | 198   |
|   | 2    | Gabriele Tarquini | 118   |
| 2 | 3    | James Nash        | 108   |
| 3 | 4    | Michel Nykjær     | 96    |
| 2 | 5    | Robert Huff       | 77    |

Trofeo Yokohama Indipendenti
|   | Pos. | Piloti         | Punti |
| - | ---- | -------------- | ----- |
|   | 1    | James Nash     | 78    |
| 1 | 2    | Michel Nykjær  | 70    |
| 1 | 3    | Alex MacDowall | 66    |
|   | 4    | Mehdi Bennani  | 47    |
| 2 | 5    | Fredy Barth    | 30    |

Campionato costruttori
|  | Pos. | Costruttori | Punti |
|  | ---- | ----------- | ----- |
|  | 1    | Honda       | 417   |
|  | 2    | Lada        | 248   |

- Nota: Solo le prime cinque posizioni sono incluse in entrambe le classifiche piloti qui presenti.